# 丹尼·達菲
丹尼爾·理查德·達菲（英語：Daniel Richard Duffy，1988年12月21日—），為美國職棒大聯盟的投手，目前效力於坎佩切海盜。他於2011年登上大聯盟。2015年拿下世界大賽冠軍。

## 職業生涯

### 堪薩斯市皇家

#### 2012年–2015年
2012年球季開打前，達菲與球隊簽下48萬7750美元的合約。並在該年贏得了先發位置。2012年6月13日，達菲只先發了6場比賽，就動了湯米·約翰手術而報銷。2013年2月20日，達菲與球隊簽下了1年50萬5125美元的合約。5月26日，他到3A進行復健賽。後面他都待在小聯盟進行復健賽，直到8月16日才回到大聯盟。
2014年3月2日，達菲與球隊簽下了1年52萬6000美元的合約。該年春訓結束後，尤丹諾·范圖拉擊敗達菲拿下了皇家隊的先發位置。後來因為陳用彩受傷，達菲後來遞補上了先發。該年他9勝12敗，防禦率2.53。
2015年，達菲投出7勝8敗，防禦率4.08。在2015年世界大賽中，達菲以後援投手身分出賽3場，最終皇家隊4勝1敗擊敗大都會隊拿下世界大賽冠軍。

#### 2016年–2021年
2016年1月15日，達菲與球隊簽下1年422.5萬美元的合約。他在開季從牛棚出發，不過5月時又進入到先發輪值內。2016年8月1日，達菲投出單場16次三振，締造隊史紀錄，還投了7局的無安打比賽。該年他12勝3敗，其中還連續拿了10場勝投。另外防禦率3.51。
2017年1月16日，達菲與球隊簽下5年6500萬美元的延長合約。2017年5月30日，他因為斜肌受傷而進入15天傷兵名單。8月26日，他因為右手肘夾擠而再次進入傷兵名單。該年他只有9勝10敗，防禦率3.81。
2018年，他先發28場比賽，拿下8勝12敗，防禦率4.88。該年他的暴投數與保送數都偏高。2019年春訓，他因為左肩膀緊繃而進入傷兵名單。
2020年，達菲拿下4勝4敗，防禦率4.95。2021年，他為了紀念前隊友尤丹諾·范圖拉而改穿30號。該年他出賽13場比賽，拿下4勝3敗，防禦率2.51。

### 洛杉磯道奇
2021年7月29日，皇家隊將達菲交易到道奇隊，換來一名日後指定球員。

## 國際賽
達菲在2011年代表美國隊參加泛美運動會棒球比賽，以及2017年世界棒球經典賽。

## 個人生活
2017年8月27日，當時還在傷兵名單的達菲因為在堪薩斯州的歐弗蘭帕克被發現酒駕昏倒在車上而被警方逮捕。他在做了認罪答辯後被判了一年緩刑，並於2018年1月出獄。

## 外部連結
- 球員資訊和成績在MLB ，ESPN ，Retrosheet ，Baseball Reference ，Baseball Reference (Minors) ，Fangraphs （英文）
- 丹尼·達菲在台灣棒球維基館上的頁面（繁體中文）